# Thronfolge (Norwegen)

Königlich Norwegisches Wappen

Die gesetzliche Erbfolge des norwegischen Throns wird durch Artikel 6 der norwegischen Verfassung geregelt.

## Geschichte
Ursprünglich galten für die Thronfolge die gleichen Regeln wie für die Erbfolge in den Besitz, allerdings auf die männlichen Nachkommen beschränkt. Das bedeutete, dass durchaus mehrere Söhne eines Herrschers gleichzeitig und nebeneinander König wurden. Zwischen ehelichen und außerehelichen Söhnen wurde kein Unterschied gemacht. Die Königswürde konnte auch über eine Frau vermittelt werden. Wenn sie selbst königlicher Abstammung war, so konnte zwar nicht sie selbst Königin werden, aber ihr Sohn konnte König werden. Doch dessen Thronanspruch war schwächer, wie sich an der Konkurrenz zwischen Håkon IV. und Guttorm, Sohn von Inge II., der nur über die Schwester König Sverres königlicher Abstammung war, zu sehen ist. Die Abstammung allein reichte allerdings nicht aus. Das Volk musste den Thronanwärter auf einem Thing akzeptieren. Die Königsannahme (konungstekja) war eine eigene Huldigungs-Zeremonie, die auf allen Thingversammlungen des Landes vorzunehmen war, wobei das Øyrathing bei Trondheim das höchste Ansehen genoss. Solange die Wirkungsmöglichkeiten und die Kommunikation eines Königs in Norwegen sich auf die Umgebung des Ortes beschränkten, an dem er sich gerade aufhielt, war das gemeinsame Königtum mehrerer Brüder nicht problematisch. Das änderte sich im 11. Jahrhundert. König Sigurd jórsalafari war nach dem Tod seiner Brüder alleiniger König und versuchte erstmals durchzusetzen, dass nur ein König herrschen sollte. Er setzte seinen außerehelichen Sohn Magnus zum alleinigen König ein. Aber da erschien Harald Gille und bewies durch eine Eisenprobe, der uneheliche Sohn von König Magnus Barfuß zu sein. Sigurd akzeptierte zwar, dass er ebenfalls Anspruch auf den Thron habe, nahm ihm aber das Versprechen ab, diesen Anspruch nicht zu Lebzeiten von Sohn Magnus geltend zu machen. Diese Forderung stieß allgemein auf Unverständnis und führte nach dem Tod Sigurds zum Bürgerkrieg.
1163 wurde dann auf Druck der Kirche ein neues Thronfolgegesetz erlassen: Danach sollte nur einer König in Norwegen sein, nämlich der älteste ehelich geborene Sohn des verstorbenen Königs. Sollte er regierungsunfähig sein, dann sollten die Bischöfe einen aus den Brüdern bestimmen. Auch hier sollte der König angenommen werden, allerdings nun nicht mehr auf einzelnen Thingversammlungen, sondern auf einer Reichsversammlung. Dieses Gesetz wurde nie umgesetzt. Vielmehr kam es zu neuen Bürgerkriegen. Das Gesetz wurde aber Vorbild für spätere Thronfolgegesetze. Erst im Thronfolgegesetz 1260 setzte sich das Einkönigtum durch. Allerdings blieben uneheliche Söhne zum Ärger der Kirche noch in der Erbreihe. Die Regelung von 1163, dass die Kirche die Königswürdigkeit und -fähigkeit prüfen dürfe, wurde nicht übernommen. Gott selbst sollte durch die Reihenfolge der Geburten den Thronfolger unmittelbar bestimmen.
1302 kam es zu einer wichtigen Änderung des Thronfolgegesetzes durch Håkon V., indem die ehelichen Söhne seiner Tochter an die dritte Stelle in der Erbfolge kamen, die eheliche Tochter selbst an die siebte Stelle, die Söhne einer außerehelichen Tochter an die neunte Stelle. Es war das erste Mal, dass das norwegische Thronfolgerecht auch für eine regierende Königin geöffnet wurde.
Die nun geltende Regelung wurde bis 1343 strikt eingehalten. In diesem Jahr wurde der zweijährige Håkon Magnusson vor seinem älteren Bruder Erik zum König von Norwegen bestimmt, was gegen die gesetzliche Vorgabe des norwegischen Erstgeburtsrechtes verstieß. Als 1387 Olav Håkonsson ohne Leibeserben starb, wurde im Jahr darauf Margarethe I. vom Reichsrat zu „rikets mektige frue og rette husbonde“ (des Reiches mächtige Frau und Regentin) gewählt, ohne dass sie irgendein Erbrecht auf die Herrschaft geltend machen konnte. Gleichzeitig wurde bestimmt, dass die Erbfolge nunmehr von ihr aus gerechnet werden solle. Was auf dieser Reichsratsversammlung von 1388 beschlossen wurde, war eine Revolution. Denn der eigentlich nächste Erbe wäre der Nachkomme von Magnus Erikssons Schwester Eufemia und ihrem Mann Albrecht II. von Mecklenburg gewesen, der nun als Albrecht von Mecklenburg König von Schweden war. Doch dieser hatte nach Entscheidung des Reichsrates sein Recht auf Norwegen verwirkt, weil er gegen Norwegen Krieg geführt hatte. Die Festlegung, dass das Erbrecht nun von Margarethe hergeleitet werden solle, zeigt, dass die Erbmonarchie noch fest verankert war. Ein weiteres Indiz ist, dass der Urenkel von König Håkon V. Håkon Jonsson, der keinerlei Ambitionen auf die Königswürde hatte, auf das Recht auf den norwegischen Thron formell verzichten musste.
1449 kam es erneut zum Bruch des Erbkönigtums, als 1448 Christoph von Bayern gestorben war. Da standen zwei Thronkandidaten gegeneinander: Christian von Oldenburg und Karl Knutsson. Beide hatten ihre Wahlkapitulation abgegeben und beide wurden gewählt. Die Wahlkapitulation Christians, der letztendlich den Thron gewann, beinhaltete, dass Norwegen ein Reich mit Wahlkönigtum sein solle, wobei die Wahl auf Vertreter des Königsgeschlechtes beschränkt sein sollte. Das sollte auch für Dänemark so gehandhabt werden. Diese Regelung wurde dann im Unionsvertrag von 1450 noch einmal festgeschrieben. Bis 1537 nahm der norwegische Reichsrat die Königswahl vor, danach der dänische Reichsrat, da der norwegische aufgelöst worden war. Dieses Wahlrecht des Reichsrates war ein Kernstück des Reichsratskonstitutionalismus. Zum Wahlakt musste dann noch die Huldigung auf einer Versammlung der Reichsstände hinzutreten, eine noch von der Königsannahme (konungstekja) herrührende Tradition.
1660 wurde der Absolutismus und damit die Erbmonarchie eingeführt. Näheres bestimmte das Königsgesetz vom 14. November 1665. 1814 wurde Norwegen auf Grund der Bestimmungen des Kieler Friedens dem schwedischen König Karl XIII. unterstellt. Die Personalunion wurde 1905 aufgelöst, und man griff bei der Wahl des neuen Königs auf die Mitglieder des dänischen Königshauses zurück. Das norwegische Parlament wählte Haakon VII., der auch durch Volksentscheid bestätigt wurde.

## Gesetzliche Regelung heute
Die gesetzliche Erbfolge des norwegischen Throns wird durch Artikel 6 der norwegischen Verfassung geregelt.
Die Thronfolge ist linear und agnatisch, so dass nur in gesetzlicher Ehe geborenes Kind der Königin oder des Königs oder eines selbst Nachfolgeberechtigten die Nachfolge antreten kann, und so, dass die nähere Linie der entfernteren und der Ältere in der Linie dem Jüngeren vorangehen.
Zu den Nachfolgeberechtigten wird auch das ungeborene Kind gerechnet, das sofort nach seiner Geburt den ihm gebührenden Platz in der Thronfolge einnimmt.
Nachfolgerecht hat jedoch niemand, der nicht in gerader Linie zu der zuletzt regierenden Königin oder dem zuletzt regierenden König oder zu ihrer oder zu seiner Schwester oder zu ihrem oder zu seinem Bruder steht, oder selbst eine Schwester oder ein Bruder von ihnen ist.
Wenn in Norwegen eine nachfolgeberechtigte Prinzessin oder ein nachfolgeberechtigter Prinz geboren wird, sollen ihr oder sein Name und ihre oder seine Geburtsstunde dem ersten nach der Geburt tagenden Storting bekanntgegeben und in dessen Protokoll aufgenommen werden.
Für die vor dem Jahr 1971 Geborenen soll jedoch Artikel 6 dieser Verfassung gelten, so wie er am 18. November 1905 verabschiedet wurde. Für die vor dem Jahr 1990 Geborenen gilt dennoch, dass der Mann Vorrang vor der Frau haben soll.
Artikel 6 der ursprünglichen Verfassung (am 18. November 1905 verabschiedet) hatte nur Männer in der Thronfolge zugelassen, somit sind Haralds Schwestern Ragnhild (geb. 1930) und Astrid (geb. 1932) und ihre Nachkommen von der Thronfolge ausgeschlossen. Für die ab 1971 Geborenen gilt, dass der Mann Vorrecht vor der Frau hat. Somit ist Prinzessin Märtha Louise (geb. 1971) hinter ihrem jüngeren Bruder Haakon und seinen Nachkommen platziert. In den 1990er-Jahren wurde die norwegische Verfassung dahingehend geändert, dass Männer nicht mehr Vorrang von Frauen in der Thronfolge haben. Diese Regelung gilt nicht rückwirkend, somit ist das erste Mitglied der königlichen Familie, für das diese Regelung in Kraft tritt, Prinzessin Ingrid Alexandra (geb. 2004). Also hat sie Vorrang vor ihrem jüngeren Bruder Prinz Sverre Magnus.

## Nachfahrentafel der Mitglieder des norwegischen Königshauses (seit 1905)
|               |               |               |               |               |               |                          |                          |                          |                          |                          |                          |                     |                     |                     |                     | König Haakon VII | König Haakon VII | König Haakon VII  | König Haakon VII  | König Haakon VII  | König Haakon VII  |                   |                   |                             |                             |                             |                             | Königin Maud                | Königin Maud                | Königin Maud          | Königin Maud          | Königin Maud          | Königin Maud          |                       |                       |                     |                     |                            |                            |                            |                            |                            |                            |                   |                   |
|               |               |               |               |               |               |                          |                          |                          |                          |                          |                          |                     |                     |                     |                     | König Haakon VII | König Haakon VII | König Haakon VII  | König Haakon VII  | König Haakon VII  | König Haakon VII  |                   |                   |                             |                             |                             |                             | Königin Maud                | Königin Maud                | Königin Maud          | Königin Maud          | Königin Maud          | Königin Maud          |                       |                       |                     |                     |                            |                            |                            |                            |                            |                            |                   |                   |
|               |               |               |               |               |               |                          |                          |                          |                          |                          |                          |                     |                     |                     |                     |                  |                  |                   |                   |                   |                   |                   |                   |                             |                             |                             |                             |                             |                             |                       |                       |                       |                       |                       |                       |                     |                     |                            |                            |                            |                            |                            |                            |                   |                   |
|               |               |               |               |               |               |                          |                          |                          |                          |                          |                          |                     |                     |                     |                     |                  |                  |                   |                   |                   |                   | König Olav V      | König Olav V      | König Olav V                | König Olav V                | König Olav V                | König Olav V                |                             |                             | Kronprinzessin Märtha | Kronprinzessin Märtha | Kronprinzessin Märtha | Kronprinzessin Märtha | Kronprinzessin Märtha | Kronprinzessin Märtha |                     |                     |                            |                            |                            |                            |                            |                            |                   |                   |
|               |               |               |               |               |               |                          |                          |                          |                          |                          |                          |                     |                     |                     |                     |                  |                  |                   |                   |                   |                   | König Olav V      | König Olav V      | König Olav V                | König Olav V                | König Olav V                | König Olav V                |                             |                             | Kronprinzessin Märtha | Kronprinzessin Märtha | Kronprinzessin Märtha | Kronprinzessin Märtha | Kronprinzessin Märtha | Kronprinzessin Märtha |                     |                     |                            |                            |                            |                            |                            |                            |                   |                   |
|               |               |               |               |               |               |                          |                          |                          |                          |                          |                          |                     |                     |                     |                     |                  |                  |                   |                   |                   |                   |                   |                   |                             |                             |                             |                             |                             |                             |                       |                       |                       |                       |                       |                       |                     |                     |                            |                            |                            |                            |                            |                            |                   |                   |
|               |               |               |               |               |               |                          |                          |                          |                          |                          |                          |                     |                     |                     |                     |                  |                  |                   |                   |                   |                   |                   |                   |                             |                             |                             |                             |                             |                             |                       |                       |                       |                       |                       |                       |                     |                     |                            |                            |                            |                            |                            |                            |                   |                   |
|               |               |               |               |               |               |                          |                          |                          |                          | Prinzessin Ragnhild      | Prinzessin Ragnhild      | Prinzessin Ragnhild | Prinzessin Ragnhild | Prinzessin Ragnhild | Prinzessin Ragnhild |                  |                  | Prinzessin Astrid | Prinzessin Astrid | Prinzessin Astrid | Prinzessin Astrid | Prinzessin Astrid | Prinzessin Astrid |                             |                             | König Harald V              | König Harald V              | König Harald V              | König Harald V              | König Harald V        | König Harald V        |                       |                       | Königin Sonja         | Königin Sonja         | Königin Sonja       | Königin Sonja       | Königin Sonja              | Königin Sonja              |                            |                            |                            |                            |                   |                   |
|               |               |               |               |               |               |                          |                          |                          |                          | Prinzessin Ragnhild      | Prinzessin Ragnhild      | Prinzessin Ragnhild | Prinzessin Ragnhild | Prinzessin Ragnhild | Prinzessin Ragnhild |                  |                  | Prinzessin Astrid | Prinzessin Astrid | Prinzessin Astrid | Prinzessin Astrid | Prinzessin Astrid | Prinzessin Astrid |                             |                             | König Harald V              | König Harald V              | König Harald V              | König Harald V              | König Harald V        | König Harald V        |                       |                       | Königin Sonja         | Königin Sonja         | Königin Sonja       | Königin Sonja       | Königin Sonja              | Königin Sonja              |                            |                            |                            |                            |                   |                   |
|               |               |               |               |               |               |                          |                          |                          |                          |                          |                          |                     |                     |                     |                     |                  |                  |                   |                   |                   |                   |                   |                   |                             |                             |                             |                             |                             |                             |                       |                       |                       |                       |                       |                       |                     |                     |                            |                            |                            |                            |                            |                            |                   |                   |
|               |               |               |               |               |               |                          |                          |                          |                          |                          |                          |                     |                     |                     |                     |                  |                  |                   |                   |                   |                   |                   |                   |                             |                             |                             |                             |                             |                             |                       |                       |                       |                       |                       |                       |                     |                     |                            |                            |                            |                            |                            |                            |                   |                   |
|               |               |               |               |               |               | Prinzessin Märtha Louise | Prinzessin Märtha Louise | Prinzessin Märtha Louise | Prinzessin Märtha Louise | Prinzessin Märtha Louise | Prinzessin Märtha Louise |                     |                     | Ari Behn            | Ari Behn            | Ari Behn         | Ari Behn         | Ari Behn          | Ari Behn          |                   |                   |                   |                   |                             |                             |                             |                             |                             |                             | Kronprinz Haakon      | Kronprinz Haakon      | Kronprinz Haakon      | Kronprinz Haakon      | Kronprinz Haakon      | Kronprinz Haakon      |                     |                     | Kronprinzessin Mette-Marit | Kronprinzessin Mette-Marit | Kronprinzessin Mette-Marit | Kronprinzessin Mette-Marit | Kronprinzessin Mette-Marit | Kronprinzessin Mette-Marit |                   |                   |
|               |               |               |               |               |               | Prinzessin Märtha Louise | Prinzessin Märtha Louise | Prinzessin Märtha Louise | Prinzessin Märtha Louise | Prinzessin Märtha Louise | Prinzessin Märtha Louise |                     |                     | Ari Behn            | Ari Behn            | Ari Behn         | Ari Behn         | Ari Behn          | Ari Behn          |                   |                   |                   |                   |                             |                             |                             |                             |                             |                             | Kronprinz Haakon      | Kronprinz Haakon      | Kronprinz Haakon      | Kronprinz Haakon      | Kronprinz Haakon      | Kronprinz Haakon      |                     |                     | Kronprinzessin Mette-Marit | Kronprinzessin Mette-Marit | Kronprinzessin Mette-Marit | Kronprinzessin Mette-Marit | Kronprinzessin Mette-Marit | Kronprinzessin Mette-Marit |                   |                   |
|               |               |               |               |               |               |                          |                          |                          |                          |                          |                          |                     |                     |                     |                     |                  |                  |                   |                   |                   |                   |                   |                   |                             |                             |                             |                             |                             |                             |                       |                       |                       |                       |                       |                       |                     |                     |                            |                            |                            |                            |                            |                            |                   |                   |
|               |               |               |               |               |               |                          |                          |                          |                          |                          |                          |                     |                     |                     |                     |                  |                  |                   |                   |                   |                   |                   |                   |                             |                             |                             |                             |                             |                             |                       |                       |                       |                       |                       |                       |                     |                     |                            |                            |                            |                            |                            |                            |                   |                   |
| Maud Angelica | Maud Angelica | Maud Angelica | Maud Angelica | Maud Angelica | Maud Angelica |                          |                          | Leah Isadora             | Leah Isadora             | Leah Isadora             | Leah Isadora             | Leah Isadora        | Leah Isadora        |                     |                     | Emma Tallulah    | Emma Tallulah    | Emma Tallulah     | Emma Tallulah     | Emma Tallulah     | Emma Tallulah     |                   |                   | Prinzessin Ingrid Alexandra | Prinzessin Ingrid Alexandra | Prinzessin Ingrid Alexandra | Prinzessin Ingrid Alexandra | Prinzessin Ingrid Alexandra | Prinzessin Ingrid Alexandra |                       |                       | Prinz Sverre Magnus   | Prinz Sverre Magnus   | Prinz Sverre Magnus   | Prinz Sverre Magnus   | Prinz Sverre Magnus | Prinz Sverre Magnus |                            |                            | Marius Borg Høiby          | Marius Borg Høiby          | Marius Borg Høiby          | Marius Borg Høiby          | Marius Borg Høiby | Marius Borg Høiby |

Legende: 
| verstorbener König | verstorbener König | verstorbener König | verstorbener König | verstorbener König | verstorbener König |  |  | jetziger König | jetziger König | jetziger König | jetziger König | jetziger König | jetziger König |  |  | Thronfolger | Thronfolger | Thronfolger | Thronfolger | Thronfolger | Thronfolger |  |  |  |  |

Somit ergibt sich folgende Thronfolgerliste:

## Thronfolgeliste

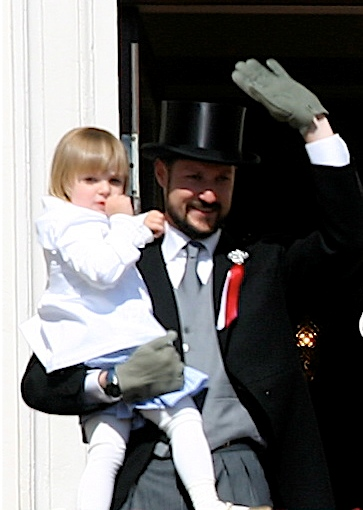
Kronprinz Haakon mit seiner Tochter Ingrid Alexandra

Thronfolgeliste für den Todesfall des gegenwärtigen Königs Harald V (geb. 1937)
1. Haakon von Norwegen, König Haralds Sohn (* 20. Jul. 1973)
2. Prinzessin Ingrid Alexandra, Tochter von Kronprinz Haakon und Kronprinzessin Mette-Marit (* 21. Jan. 2004)
3. Sverre Magnus von Norwegen, Sohn von Kronprinz Haakon und Kronprinzessin Mette-Marit (* 3. Dez. 2005)
4. Prinzessin Märtha Louise, König Haralds Tochter (* 22. Sep. 1971)
5. Maud Angelica Behn, Prinzessin Märtha Louises erste Tochter (* 29. Apr. 2003)
6. Leah Isadora Behn, Prinzessin Märtha Louises zweite Tochter (* 8. Apr. 2005)
7. Emma Tallulah Behn, Prinzessin Märtha Louises dritte Tochter (* 29. Sep. 2008)

## Weiteres
- 1959 lernten sich die heutige Königin Sonja und der heutige König Harald von Norwegen kennen. Es dauerte neun Jahre, bis der Kronprinz die Zustimmung seines Vaters Olav V. bekam, die Bürgerliche zu heiraten. Angeblich drohte Harald seinen Vater, für immer ledig zu bleiben, wenn er Sonja nicht heiraten darf. Weil er der einzige Thronfolger war, sah sein Vater die Nachfolge des Königshauses gefährdet und erlaubte die Heirat.[8]
- Mette-Marits Sohn Marius, der aus einer früheren Beziehung mit Morten Borg entstammt, ist nicht in der Thronfolgeliste aufgenommen.
- Prinzessin Märtha Louises Entscheidung, 2002 ins Berufsleben zu gehen, die zusammen mit ihrer Hochzeit fiel, schafft einen größeren Abstand zur konstitutionellen Rolle des Königshauses. König Harald V. entschied nach Rücksprache mit Prinzessin Märtha Louise, dass sie ihren Titel „Königliche Hoheit“ aufgibt. Den Titel einer Prinzessin, mit welchem sie stets anzusprechen ist, trägt sie jedoch weiterhin. Ihre drei Töchter hingegen dürfen keinen royalen Titel tragen. Die Plätze in der Thronfolge bleiben von dieser Änderung unberührt.[9][10] Nach ihrer Heirat im Jahr 2002 verzichtete sie auf ihre Apanage.